# Državna cesta D503
D503 je državna cesta u Hrvatskoj. Ukupna duljina iznosi 16,2 km.